# واراوینو
واراوینو (به لاتین: Varavino) یک منطقهٔ مسکونی در روسیه است که در استان آرخانگلسک واقع شده‌است.